# کورکور بال‌سیاه
کورکور بال‌سیاه (نام علمی: Elanus caeruleus) یک پرنده شکاری از تیرهٔ بازان است. این پرنده بومی جنوب غربی عربستان است و با اینکه پرنده مهاجر نیست، بسته به وضعیت آب و هوا سفرهای کوتاهی می‌کند و در عمان، امارات متحده عربی، ترکیه، فلسطین و میناب ایران نیز دیده شده است.

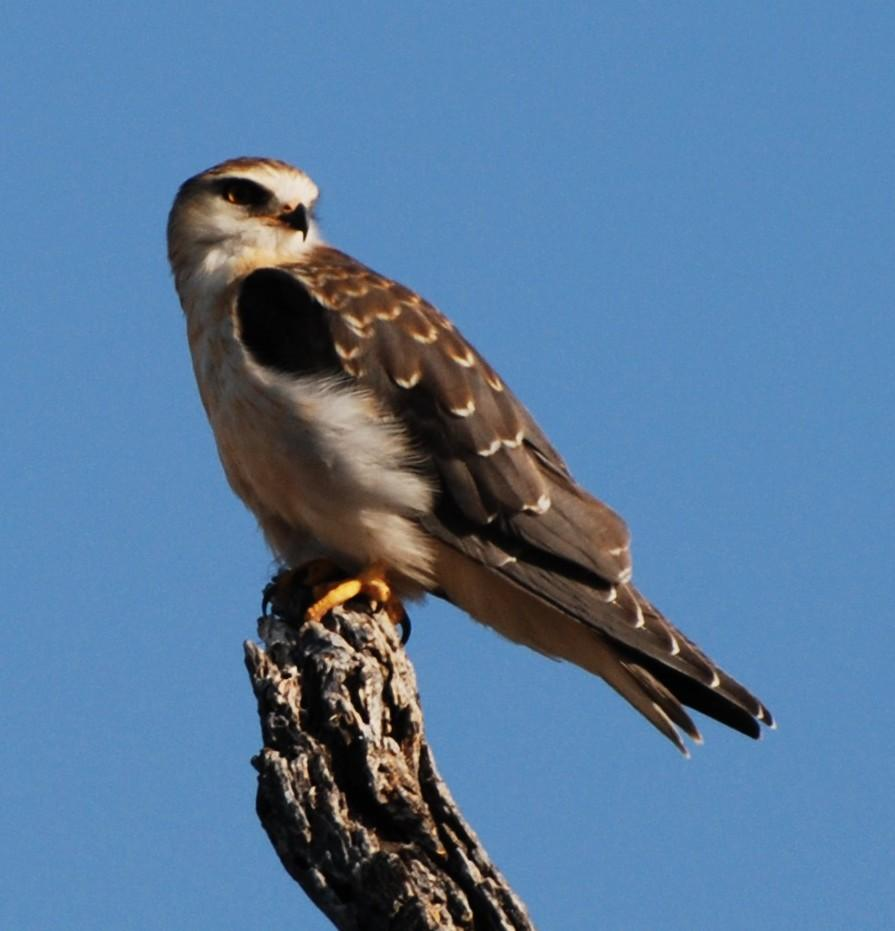
کورکور بال‌سیاه در نامبیا

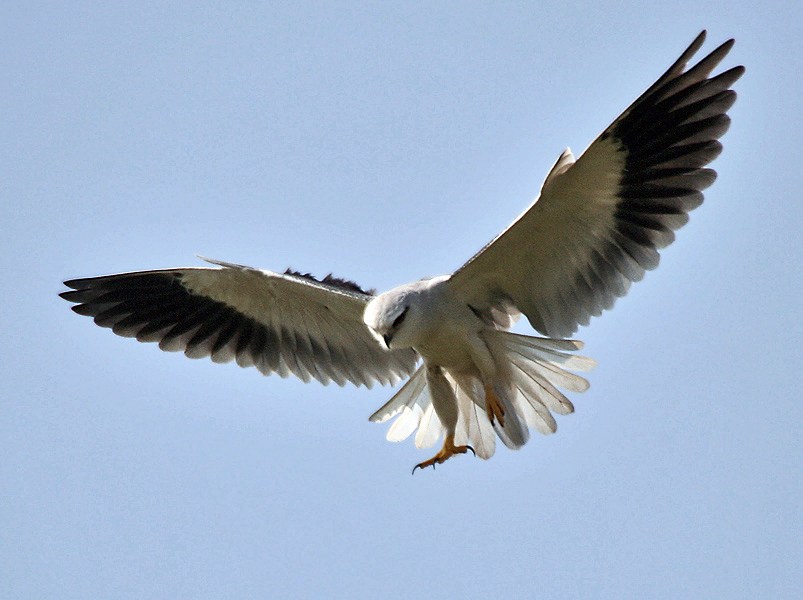
در پرواز

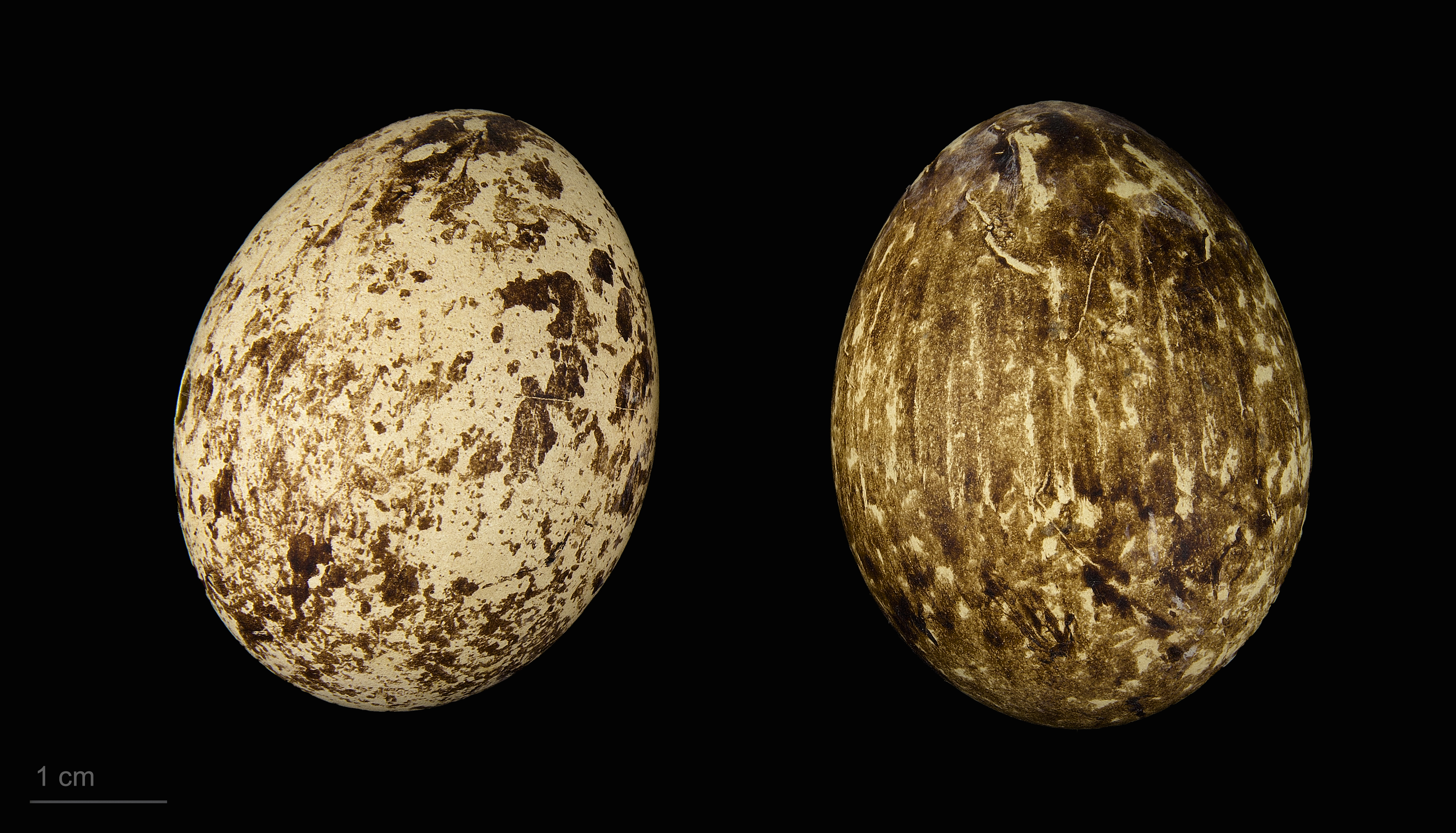
Elanus caeruleus